# Nepytia regulata
Nepytia regulata là một loài bướm đêm trong họ Geometridae.